# Thanh thông tin

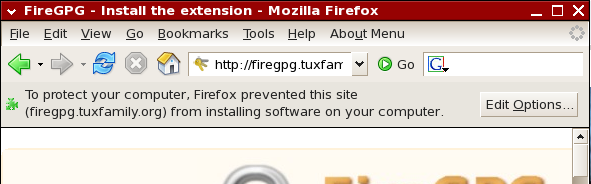
Ví dụ về một infobar trong Mozilla Firefox.

Thanh thông tin (tiếng Anh: Infobar) là một thành tố điều khiển đồ họa có mặt trong một số phần mềm như Internet Explorer, Firefox, Google Chrome và các chương trình khác để hiển thị thông tin không quan trọng đến người dùng. Nó thường xuất hiện ở dạng phần mở rộng tạm thời của thanh công cụ (toolbar) hiện có, và có thể chứa các nút (button) hoặc biểu tượng (icon) cho phép người dùng phản hồi với sự kiện được mô tả trong infobar.
Thanh thông tin được cho là phù hợp hơn hộp thoại (dialog box) vì nó không làm gián đoạn các hoạt động của người dùng, nhưng vẫn cho phép người dùng đọc thêm được thông tin trong thời gian riêng của họ.